# 观阿弥
观阿弥（1333年—1384年6月8日）是室町时代的日本能剧演员。他是世阿弥的父親。观阿弥曾在京都演出。1374年，征夷大將軍足利義滿看了一场他的演出後，对其印象深刻。观阿弥被視為能樂的創始人、奠基者。